# الحنش (ساة)

تعديل مصدري - تعديل

الحنش هي إحدى قرى عزلة ساه بمديرية ساة التابعة لمحافظة حضرموت، بلغ تعداد سكانها 68 نسمة حسب تعداد اليمن لعام 2004.
يعمل سكانها بالرعي والزراعة ; بسبب وجود المنطقة بالقرب من خط الأستواء.